# بردفورد (حوزه‌سرشماری)، ورمانت
بردفورد (به انگلیسی: Bradford) یک روستا در ایالات متحده آمریکا است که در Bradford واقع شده‌است. بردفورد ۱٫۳ کیلومتر مربع مساحت و ۸۱۵ نفر جمعیت دارد.